# Карсон, Эйприл
Эйприл Карсон (англ. April Perry Carson) — американский эпидемиолог. Она является адъюнкт-профессором эпидемиологии и заместителем декана по вопросам разнообразия, справедливости и инклюзивности в Школе общественного здравоохранения Университета Алабамы в Бирмингеме. Карсон является директором исследования Jackson Heart Study.

## Образование
Карсон получила степень бакалавра по микробиологии в Университете Джорджии. Она получила степень магистра медицинских наук и доктора философии по эпидемиологии в Школе глобального общественного здравоохранения. Карсон была постдокторантом в области эпидемиологии сердечно-сосудистых заболеваний в Университете Северной Каролины. Её диссертация 2005 года называлась «Индивидуальный и местный социально-экономический статус на протяжении всей жизни и субклинический атеросклероз». Научным советником Карсон был Херардо Хейсс.

## Карьера
Карсон является адъюнкт-профессором эпидемиологии и заместителем декана по вопросам разнообразия, справедливости и инклюзивности в Школе общественного здравоохранения Университета Алабамы в Бирмингеме (UAB). 20 сентября 2021 года она сменила Адольфо Корреа на посту директора исследования Jackson Heart Study (JHS). JHS — крупнейшее и самое продолжительное лонгитюдное исследование состояния сердечно-сосудистой системы у афроамериканцев, проводимое в США.
Карсон имеет опыт изучения непропорциональных последствий болезней у афроамериканцев. В качестве эпидемиолога в UAB она работала над выявлением и устранением коренных причин различий, связанных с диабетом и сердечно-сосудистыми заболеваниями. Она участвует в исследовании «Развитие риска коронарных артерий у молодых людей» (CARDIA), в котором рассматриваются факторы, способствующие развитию сердечно-сосудистых заболеваний в зрелом возрасте у афроамериканцев и белых американцев нелатиноамериканского происхождения. Карсон была членом исследовательского комитета по публикациям и презентациям и лабораторного комитета. Она также была председателем комитета новых исследователей, где руководила исследовательской деятельностью, предоставляла научную экспертизу и играла ключевую роль в привлечении к исследованию молодых учёных.